# Jonte och Brunte
Jonte och Brunte är en dikt av Gustaf Fröding ur diktsamlingen Guitarr och dragharmonika från 1891. Dikten, som ingår i avdelningen "Värmländska låtar", har sju sjuradiga strofer och handlar om Jonte, som är dräng på prästgården, och Brunte, hans häst. De två är på väg hemåt mot ladan med ett hölass, medan de filosoferar över det otacksamma slitet som lantarbetare.
Det går tungt i uppförsbacken och hästen blickar bakåt mot kärran, för att försäkra sig om att hjulen verkligen rör sig. Jonte sitter och halvsover och hästen funderar på om den gamle drängen inte är pensionsmässig. "...och jag är väl skjutgammal själv", tänker hästen med galghumor och längtar hem till stallet och en hötapp.

## Övrigt
Konstnären Malin Biller har tolkat dikten i serieform i boken ”I varje droppe är en ädelsten”. Dikten har gett namn åt gatorna Jontes backe och Bruntes backe i stadsdelen Kronoparken i Karlstad.